# Poul Gernes

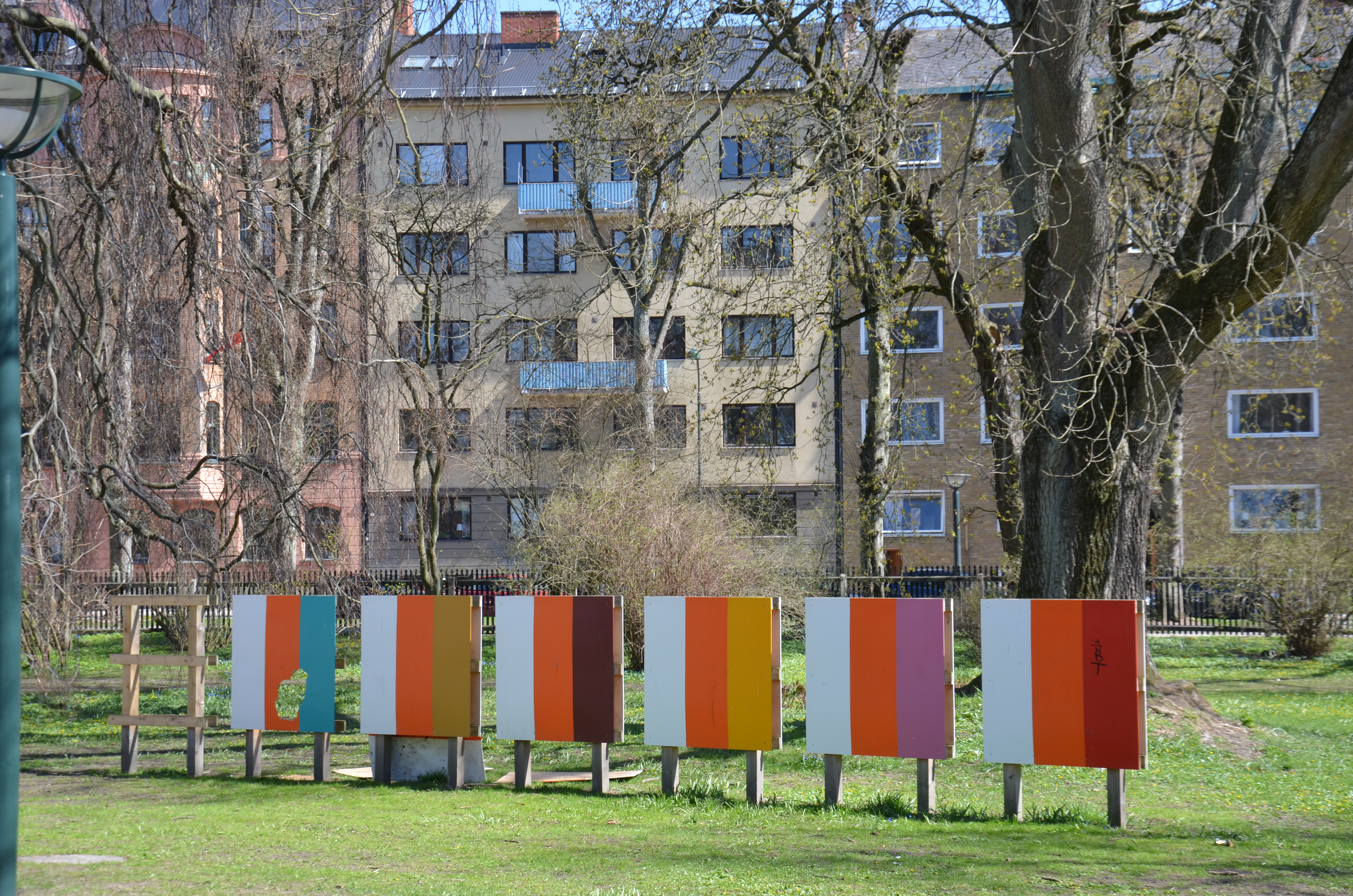
Werk "ohne Namen" von Poul Gernes, 1965, Observatorieparken, Lund

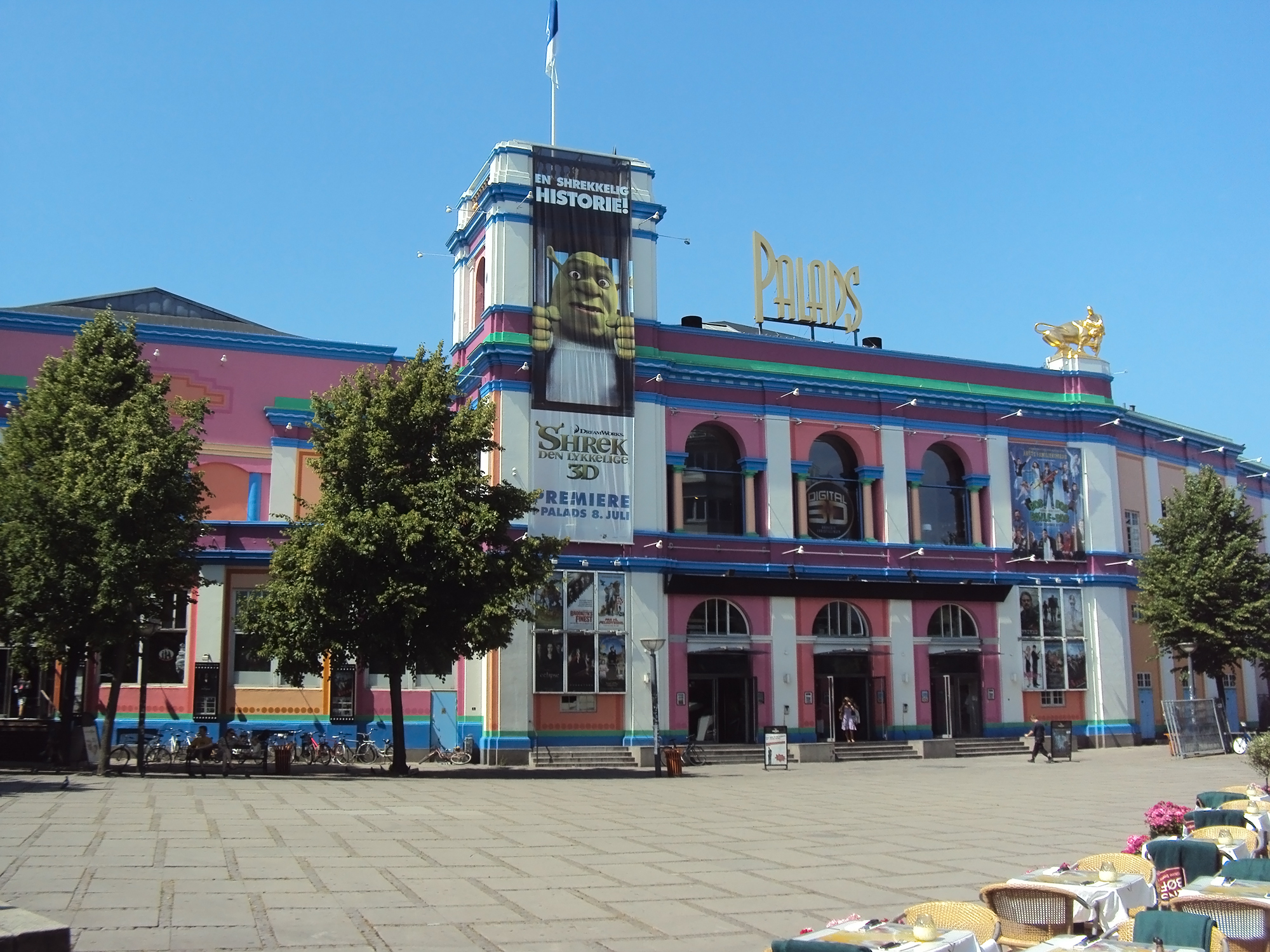
Palads Teatret im Jahr 2010, Dekoration Poul Gernes 1989

Poul Gernes (* 19. März 1925 in Kopenhagen; † 22. März 1996 in Schweden) war ein dänischer Künstler. Er war Mitgründer der alternativen Kunsthochschule Eks-Skolen. Seine seriellen Arbeiten zwischen Minimalismus und Pop Art wurden nach seinem Tod auch einem breiten Kunstpublikum außerhalb Dänemarks bekannt.

## Leben und Werk
Poul Gernes wurde 1925 in Frederiksberg, einem Ortsteil von Kopenhagen, als Sohn einer Handwerkerfamilie geboren. Sein Vater war Schuster, während seine Mutter Hausfrau war. 1943 begann Gernes im Alter von 18 Jahren eine Lehre bei einem Steindrucker. Ohne weitere künstlerische Ausbildung gelang es ihm schon in jungen Jahren, von seiner Arbeit als Künstler und Kunstlehrer zu leben.
Im Herbst 1949 wurden seine Arbeiten erstmals öffentlich gezeigt: Gernes nahm an der kuratierten Jahresausstellung des Freien Künstlerbundes im Schloss Charlottenborg teil. Während seine frühen Arbeiten noch von den Einflüssen des Modernismus geprägt waren, wandte sich Gernes bald darauf von einer individualistischen Kunsthaltung ab. Dies kann im Kontext der Nachkriegszeit in der dänischen Gesellschaft gesehen werden, in der großer Wert auf kollektivistische Wohlfahrtssysteme gelegt wurde. Gernes begann, Konsumgüter wie Möbel, Lampen und Tapeten zu entwerfen.
1961 gründete er zusammen mit dem Kunsthistoriker Troels Andersen die Den Eksperimenterende Kunstskole (Experimentelle Kunsthochschule) in Kopenhagen, die unter der Abkürzung Eks-Skolen bekannt wurde. Die Eks-Skolen war als Alternative zur traditionsschweren Kunstakademie in Kopenhagen angelegt und wurde schnell zu einem Zentrum einer sozial bewussteren Kunst wie auch einer anti-autoritären Lehrform. Gernes war hauptverantwortlich für die Lehre und entwickelte das Modell der "Anarchie unter künstlerischer Verantwortung". Während das introspektive Moment des Abstract Expressionism auf der Eks-Skolen ebenso abgelehnt wurde wie die künstlerische Vervollkommnung der französischen Malschule, standen kollektive Kunstproduktion, und Kunstformen wie Found Objects und der deutsche Informel im Vordergrund. Nicht Kunst um der Kunst willen war das Ziel, sondern Kunst zum Nutzen der Gesellschaft. In den frühen 1970er Jahren löste sich die Eks-Skolen auf.
Poul Gernes arbeitete in den 1970er Jahren primär in Künstlergruppen und stellte auch zusammen mit diesen aus. Die bekannteste dieser Gruppen war Arm og Ben (Arme und Beine), die aus Künstlern aus dem Eks-Skolen-Umfeld bestand, darunter Per Kirkeby. Mit diesem produzierte Gernes von 1974 bis 1976 den Film Normannerne (Die Normannen). Dieser – sein einziger Film in Spielfilmlänge – ist als Anspielung auf Die Wikinger von Richard Fleischer zu verstehen, in dem Gernes selber als Statist mitspielte. 1968 begann Gernes mit der Gestaltung des Kopenhagener Krankenhauses in Herlev. Die ortsspezifische Farbgestaltung und Dekoration des 25-stöckigen Krankenhauses beschäftigten ihn bis 1976. Das gesamte Krankenhaus wurde inklusive Einrichtung von Gernes in grelle, bunte und kontrastreiche Farben gesetzt. In den Jahren darauf gestaltete er viele weitere Gebäude, wie Schulen, Kinos (Palads Teatret) oder Hotels in ähnlichem Stil. Von 1980 an malte Gernes überhaupt keine Bilder im traditionellen Sinne mehr, sondern widmete sich ausschließlich der ortsspezifischen Gestaltung des öffentlichen Raums. Daneben war er von 1985 bis 1991 Professor an der Königlich Dänischen Kunstakademie. 1996 verstarb er im Alter von 71 Jahren.
Die bekanntesten Werke von Gernes sind seine Bildserien aus den 60er und 70er Jahren, die an Minimal und Pop Art erinnern. Darin werden Kreisformen (oftmals in Form von Zielscheiben), Zahlen und Buchstaben variiert. Der farbliche Gesamteindruck ist beabsichtigt dekorativ. Zur Herstellung seiner Bilder nutzte er Schablonen und nahm auch die Hilfe seiner Familie und von Assistenten in Anspruch. Während Gernes in der heimischen Kunstwelt zeit seines Lebens bekannt war, geriet er nach der Biennale-Teilnahme 1988 außerhalb Dänemarks in relative Vergessenheit. 2002 wurde er einem breiteren internationalen Publikum mit einer Retrospektive im Kunstverein Braunschweig wieder bekannter, woran sich 2007 die durch Cosima von Bonin inspirierte Ausstellung seiner Werke auf der documenta 12 anschloss. Von Bonin hat Gernes bereits 2001 mit Bruder Poul sticht in See Tribut gezollt, indem sie seine Werke in ihre eigenen Arbeiten integrierte.

## Ausstellungen

### Einzelausstellungen (Auswahl)
- 2010: Poul Gernes – Retrospektive, Deichtorhallen, Hamburg.[3]
- 2005: Poul Gernes – Graphic Works, Nordjyllands Kunstmuseum, Aalborg.[4]
- 2002: Poul Gernes – Arbeiten aus den Jahren 1960 bis 1996, Kunstverein Braunschweig.[5]
- 2001: Invitation to a cup of milk – and all the best from Poul Gernes, Nordjyllands Kunstmuseum, Aalborg.[6]
- 1999: Poul Gernes – Works from 1966–1968, Galerie Mikael Andersen, Kopenhagen.[7]

### Teilnahme an Gruppenausstellungen (Auswahl)
- 2007: documenta 12, Kassel. Gezeigt wurden die Arbeiten Model for the water tower und Target Paintings.[8]
- 2007: Match Race – Modernistic remixes between now and then, Nordjyllands Kunstmuseum, Aalborg
- 2007: Fish and Ships. Maritimes in der zeitgenössischen Kunst, Kunsthaus Hamburg, Hamburg.[9]
- 2007: Lund Konsthall 50 years, Lunds konsthal, Lund.[10]
- 2005: Highlights, Statens Museum for Kunst, Kopenhagen.
- 2004: Minimalism and After III - Neuerwerbungen, Daimler Contemporary, Berlin.[11]
- 1988: Dänischer Pavillon, Biennale Venedig.[12]

## Filmographie
- 1963: Brækfilmen (dt.: Kotzfilm)
- 1967: Pouls Cirkelperformance (dt.: Zirkelperformance)
- 1967: Pouls Papirperformance (dt.: Papierperformance)
- 1968: Make
- 1976: Normannerne (dt.: Die Normannen), zusammen mit Per Kirkeby
- 1978: Kairo
- 1979: Sko (dt.: Shuhe)
- 1994: Rum (dt.: Raum), mit Hans Erik Avlund Frandsen als Darsteller

Bis auf Normannerne erschienen alle Filme 2007 auf der DVD Films By And With Poul Gernes.